# 圣母圣诞大教堂
圣母圣诞大教堂（俄语：Собор Рождества Богородицы）是俄罗斯大诺夫哥罗德安东尼修道院内的主要教堂，建于1122年。它是俄罗斯少数幸存的12世纪建筑之一。

## 历史

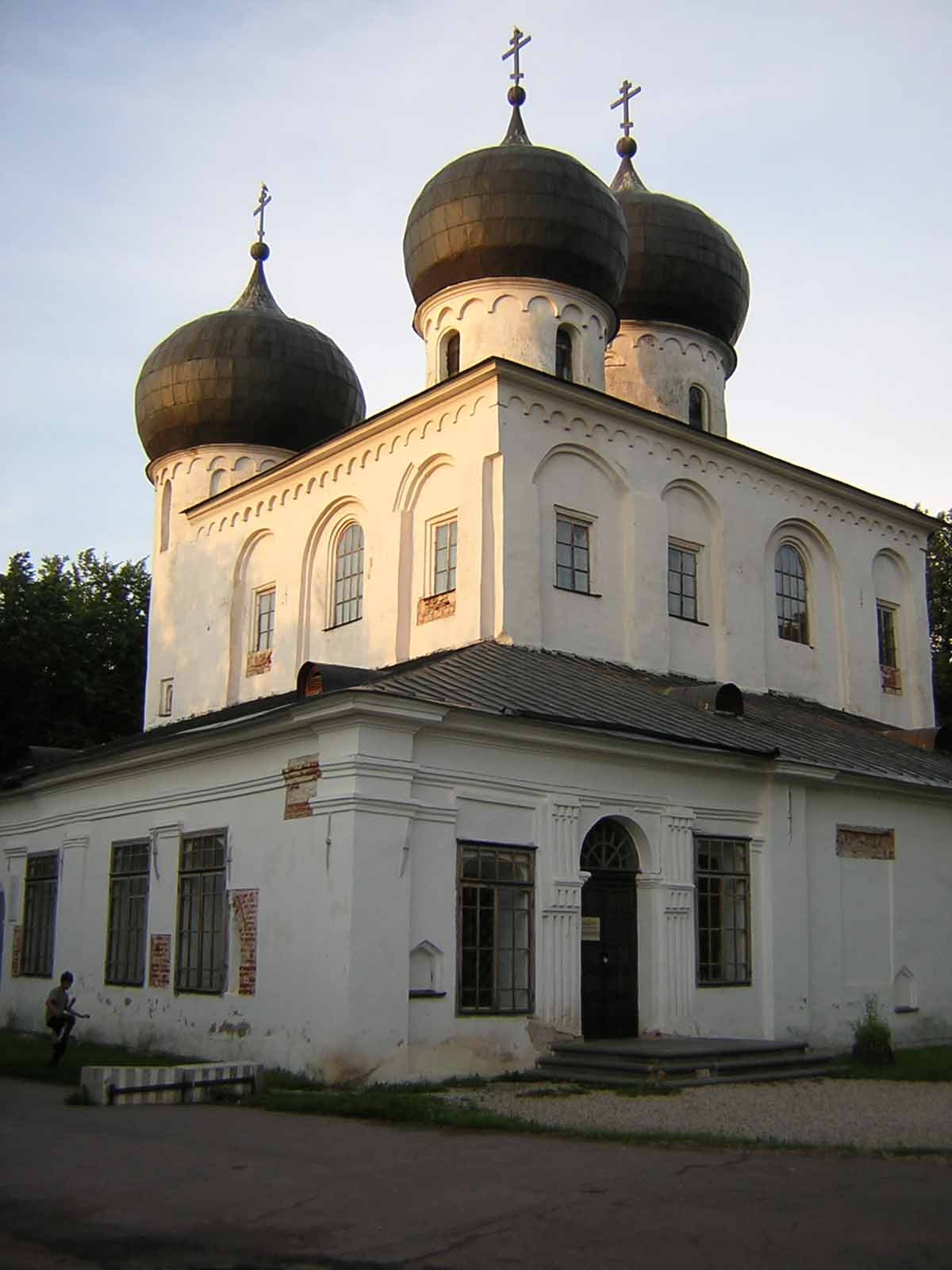

圣母圣诞大教堂是修道院内最古老的建筑物。它始建于1117年（该修道院创建于1106年）。
该堂与这一时期典型的诺夫哥罗德教堂颇为不同。它最初用砖建成，而12世纪诺夫哥罗德其他教堂最初用木材建成，后来重建时才使用砖。它有三个穹顶，为王室教堂的特征；但是建堂资金来自私人，与王室并无关系。

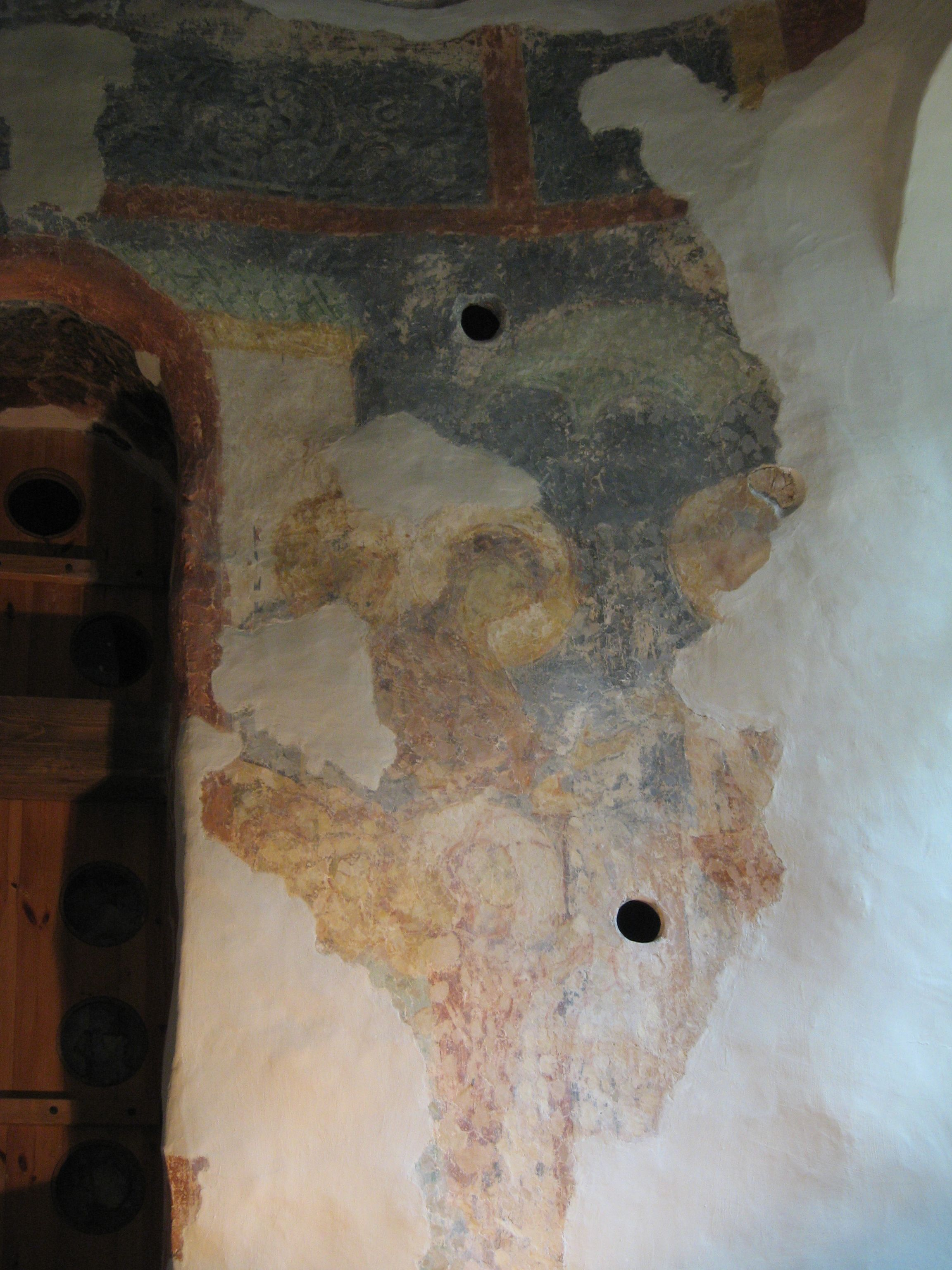
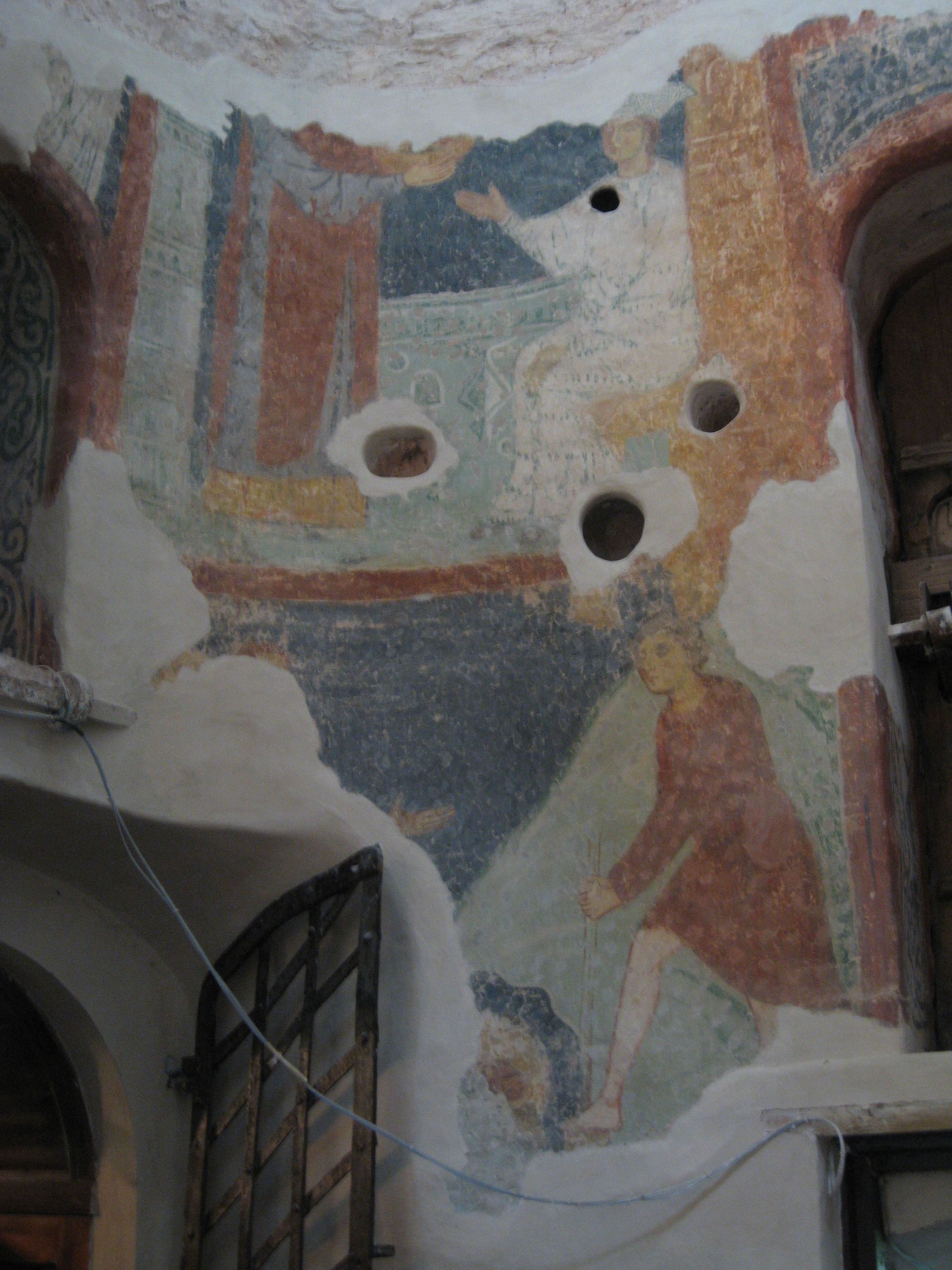
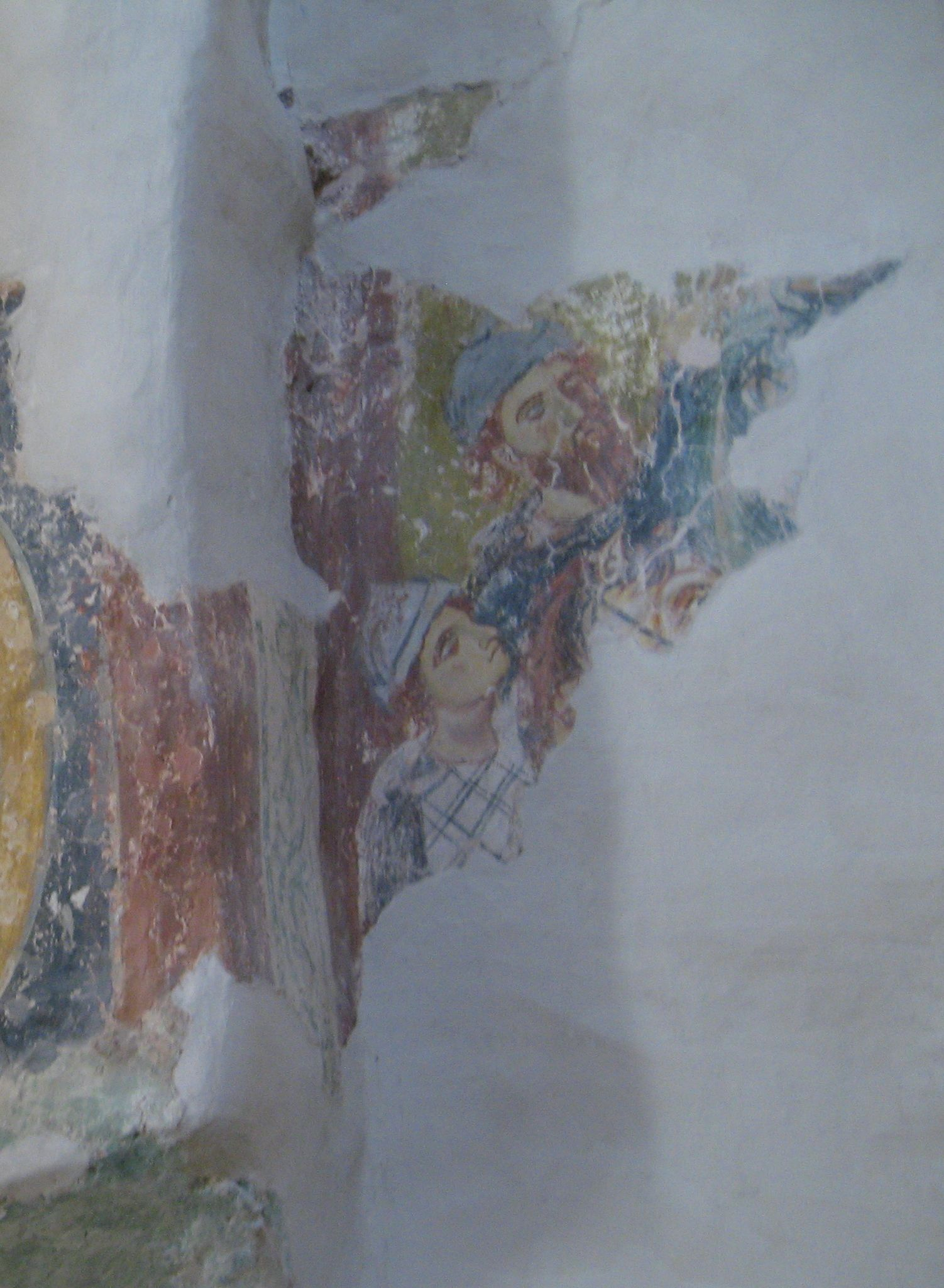
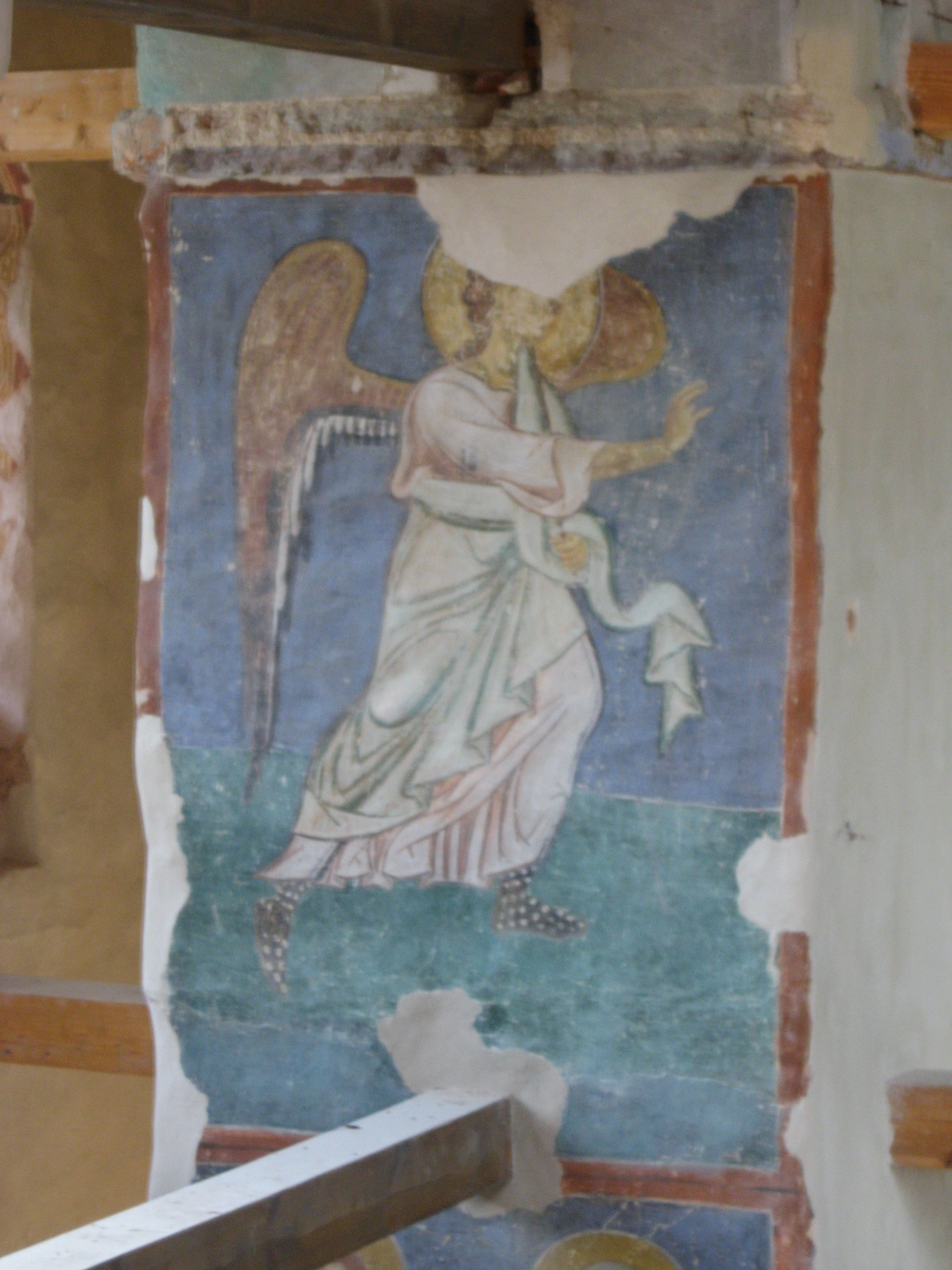
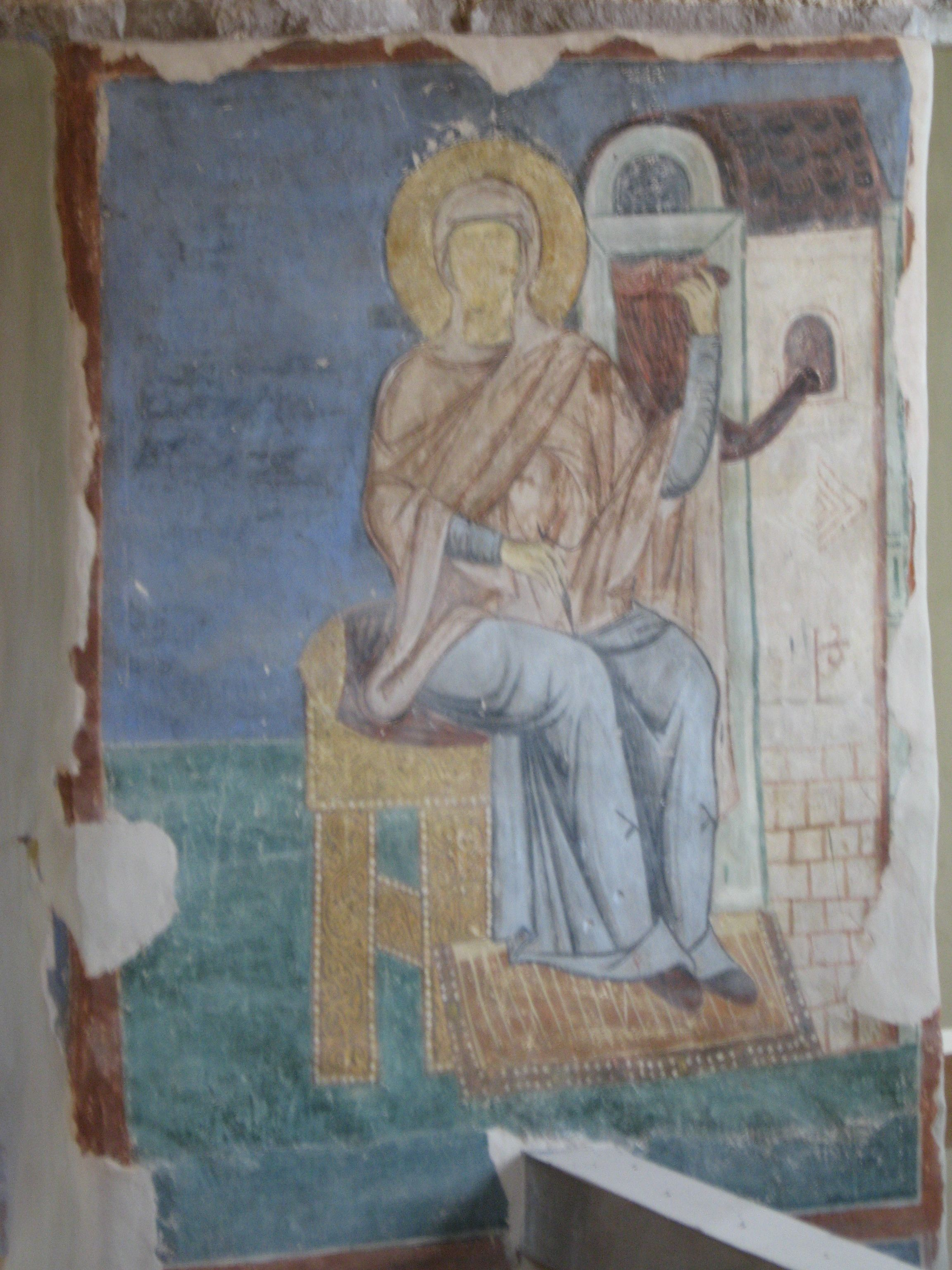
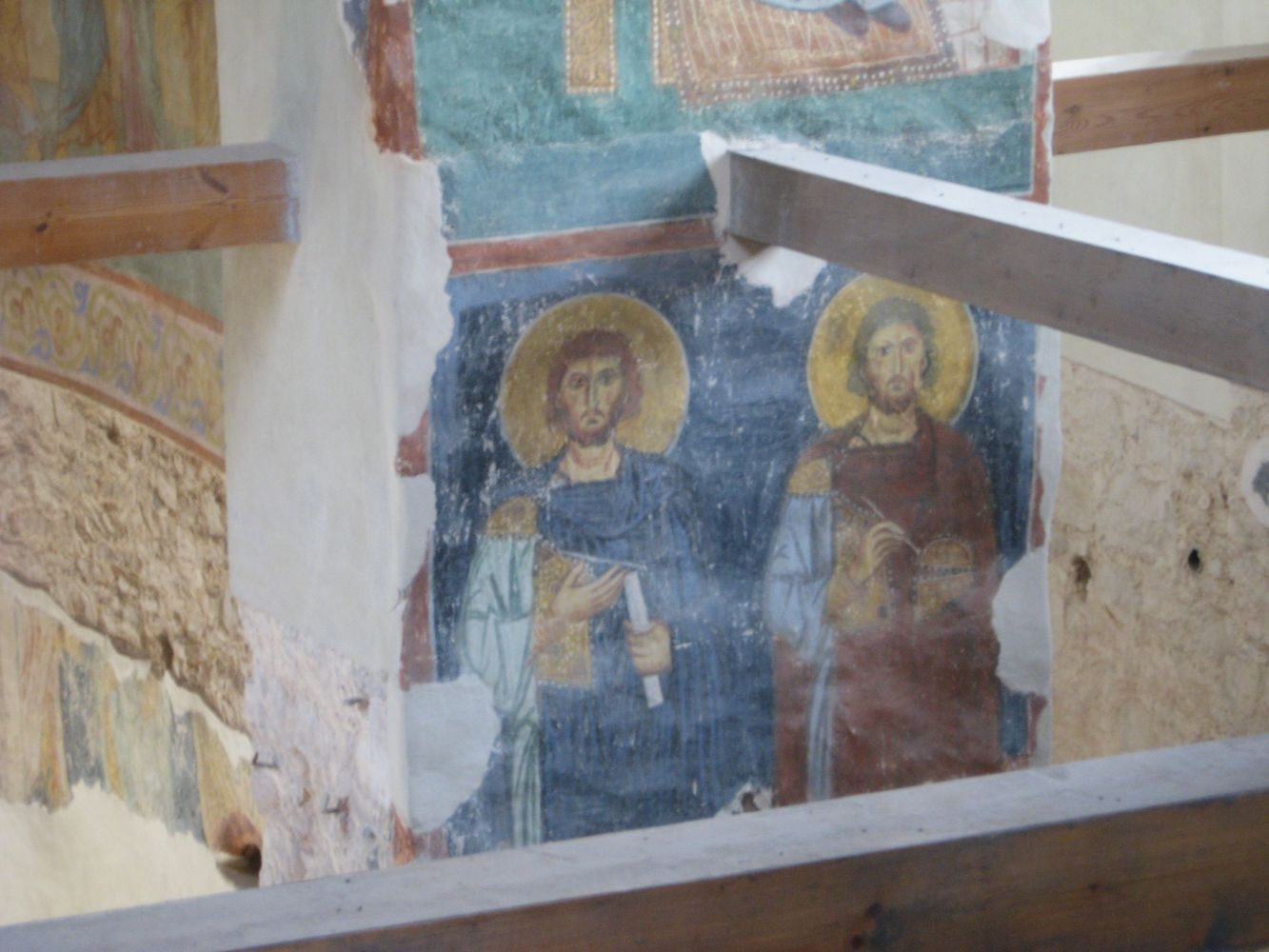